# Мадонна Литта
«Мадо́нна Ли́тта» — картина из собрания Государственного Эрмитажа в Санкт-Петербурге (инв. ГЭ-249), традиционно атрибутируемая как произведение итальянского художника и учёного эпохи Высокого Возрождения Леонардо да Винчи. Датируется периодом 1481—1495 годов. Название картины происходит от имени её последних владельцев — представителей миланского семейства графов Литта, у которых она была приобретена в российскую императорскую коллекцию в 1865 году. Техника выполнения произведения — живопись темперой на деревянной доске, в XIX веке переведённая на холст, размер полотна — 42 × 33 см.

## Иконография картины
Композиционный тип изображения Мадонны, кормящей грудью Младенца Христа, восходит к византийскому иконографическому типу Богоматери Галактотрофусы, или Млекопитательницы (греч. Γαλακτοτροφούσα), и относится к его итальянскому варианту — Мадонне Умиления (итал. Madonna dell’Umiltà). Близкий вариант: Мадонна дель Латте (итал. Madonna dell’Latte — «Мадонна молочная, кормящая молоком»). Подобная монография получила распространение в искусстве итальянского проторенессанса под византийским влиянием, в частности в алтарных картинах итало-критской школы и венецианской террафермы (области Венето) в XIII—XVI веках.
Полуфигура Мадонны в синем мафории (в католическом искусстве плащ Девы Марии изображается синим) вписывается в характерный «леонардовский треугольник», а на тёмном фоне выделяются два симметрично расположенных арочных окна, в которых виден «лунный пейзаж» — эти детали также часто повторяются в произведениях Леонардо да Винчи. Младенец пристально смотрит на зрителя, придерживая правой рукой грудь Матери. В левой руке ребёнок держит щеглёнка, что соотносит картину с иной иконографией: Мадонны со щеглом.

## История приобретения и атрибуции картины
Достоверно история картины прослеживается с 1784 года, когда она была приобретена у некоего Джузеппе Ро князем Альберико Барбиано ди Бельджойозо. После смерти князя Бельджойозо картина перешла в коллекцию его зятя Антонио Литта-Висконти-Арезе, 1-го герцога Литта — представителя знатного миланского рода Литта; от имени последнего она получила своё современное наименование (прежде она была известна как «Мадонна с Младенцем»).
В 1864 году советник императорского Эрмитажа в Петербурге барон Борис Кёне получил письмо из Милана от внучатого племянника 1-го герцога Литта — Антонио Литта-Висконти-Арезе, 3-го герцога Литта (1819—1866), владевшего в Милане фамильной картинной галереей, с предложением приобрести «Мадонну с Младенцем» вместе с несколькими другими картинами. Предложение объясняется тем, что члены семьи были тесно связаны с Россией. В частности, граф Джулио Ренато Литта-Висконти-Арезе (в русской традиции Юлий Помпеевич Литта; 1763—1839), младший брат 1-го герцога Литта, служил командором Мальтийского ордена и советником императора Павла I; он был женат на графине Екатерине Скавронской, племяннице светлейшего князя Григория Потёмкина.
В следующем году выехавший в Милан директор Эрмитажа С. А. Гедеонов отобрал из состава галереи четыре картины и приобрёл их за сто тысяч франков: «Мадонна, кормящая Иисуса», «Состязание Аполлона и Марсия» (считавшуюся в то время работой Корреджо), «Венера, кормящая Амура» (считавшуюся картиной Пармиджанино, позднее Лавинии Фонтана) и «Мадонну» работы Сассоферрато.
Мадонна, написанная темперой на деревянной доске, из-за плохого состояния была переведена реставратором А. С. Сидоровым с дерева на холст — обычная практика во многих музеях XIX века — и в том же 1865 году заняла почётное место в экспозиции только что выстроенного здания Нового Эрмитажа, где и находится по настоящее время. На новое приобретение откликнулись писатель Д. В. Григорович и критик В. В. Стасов. Однако сразу же появились сомнения в принадлежности картины кисти Леонардо да Винчи. Коллекционер и знаток А. И. Сомов предложил считать картину начатой самим Леонардо, а законченной кем-то из его учеников, например Амброджо де Предисом.

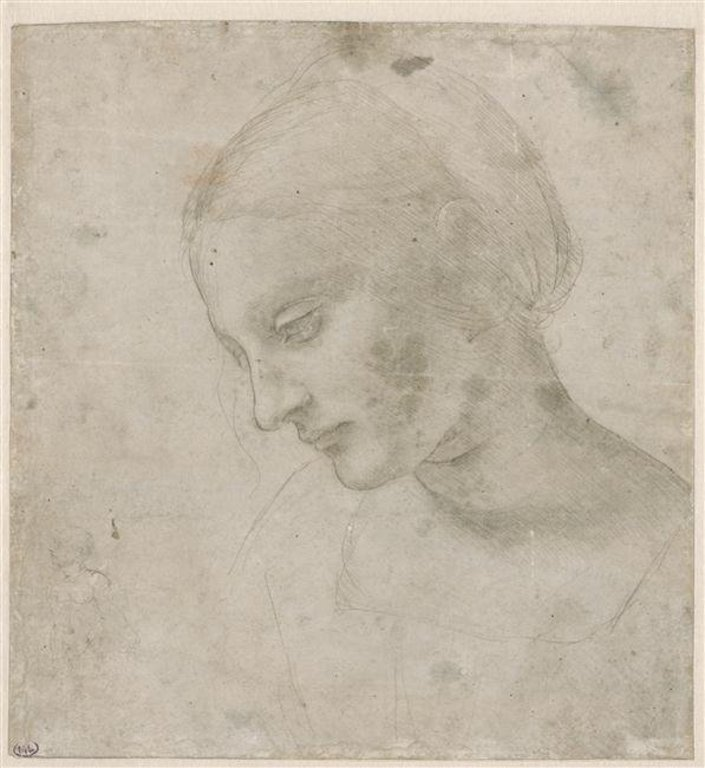
Леонардо да Винчи. Голова женщины, повёрнутая в профиль (предположительно этюд к «Мадонне Литта»). Лист из «Кодекса Валларди». 1481—1484. Бумага, серебряный штифт, свинцовые белила. Лувр, Париж

А. Н. Бенуа, как и Джованни Морелли, категорически отрицал авторство Леонардо да Винчи. Действительно, превосходная композиция и мастерский рисунок картины, в особенности типично леонардовская голова Мадонны (что подтверждает близкий рисунок, хранящийся в парижском Лувре), плохо сочетаются с «нелеонардовским» Младенцем и грубой, посредственной живописью, с чёрной растушевкой контуров. «Резкий свет, — писал Бенуа, — доходящий местами до грубости, подбор красок (лишь частью пострадавших от времени и реставрации); промахи и недовершения в лепке (например, руки Мадонны или складки её тюника у разреза на груди) — всё это говорит за то, что перед нами работа ученика — превосходного, впрочем, художника и человека, вполне усвоившего задачи учителя… Вопрос остаётся открытым, и потому благоразумнее называть Мадонну Литту просто „работой ученика Леонардо“».
Исследование картины в рентгеновских лучах показали, что грубые прописи добавлены позднее неумелой рукой «реставратора». Обилие чёрной растушёвки — результат позднейших «поновлений». В некоторых местах, например, на синем плаще Мадонны, краска просто стёрта. Возможно, что «Мадонна Литта» создавалась по рисунку Леонардо да Винчи либо начата им самим в конце первого, флорентийского, периода творчества, до отъезда в Милан в 1482 году, но оставалась незаконченной, как и многие другие картины этого художника. Возможно также, что Леонардо взял незаконченную картину с собой в Милан и позднее она была дописана одним из его учеников, вероятнее всего Больтраффио.

## Документальный фильм
Павел Коган и Сергей Соловьёв в 1966 году сняли скрытой камерой документальный фильм «Взгляните на лицо» — о посетителях Эрмитажа, рассматривающих «Мадонну Литта».